# Арсений Комельский
Арсений (ум. 1550) — преподобный Русской церкви, основатель Арсениево-Комельского монастыря, вологодский чудотворец.

## Биография
Арсений родился в Москве. Происходил из дворянского рода Сухарусавых. Основным источником сведений о его жизни является «Сказание о житии и отчасти чюдес исповедание преподобнаго отца нашаго Арсения игумена, составшаго обитель Пресвятыя Богородицы на Комельском лесу, в Олонове концы», написанное монахом Иоанном. Ещё в молодости постригся в обители преподобного Сергия Радонежского. Здесь он в 1506 году списал Евангелие с печенгского списка, добытого князем Юрием. Евангелие это, хранившееся в Арсениевой Комельской обители, ценно тем, что оно написано без расстановки слов, с точкою и двоеточием, и таким образом представляет собою точный список с очень древнего подлинника.
В 1525 году за строго иноческую жизнь он был удостоен сана священства и поставлен во игумена Сергиевой обители (Троицко-Сергиева монастыря). Несмотря на богатство монастыря и просьбы великого князя Василия не покидать обители, которую он содержал в образцовом порядке, Арсений оставил игуменство и в конце 1527 (1529) года удалился в Комельский лес. На пустынных берегах речек Кахтыжа и Лежи он водрузил крест и поставил себе хижину. Это место посещалось вологодскими дровосеками и звероловами. Крестьянам не пришлась по душе келья Арсения, и они убили его келейного старца. Тогда Арсений перешёл в смежный Шилеговский лес, на речку Ингирь, или Маслянку, и здесь стал подвизаться. Вскоре сюда начали приходить за наставлениями ревнители благочестия. Во время набега татар на Вологодскую землю жители толпами бежали из селений в Шилеговский лес, вследствие чего пустынное безмолвие, которое так любил Арсений, было нарушено, и он, поручив устроенную им пустынь одному из своих учеников, снова поселился на своём прежнем месте в Комельском лесу.
В 1530 году Арсений получил от великого князя Василия Иоанновича грамоту и построил названный его именем монастырь (Арсениев Комельский Ризоположенский монастырь, не сохранился), в 38 км от Вологды, в котором он поселился вместе со своим любимым учеником Герасимом. 13 июля 1539 года великий князь Иван Васильевич выдал Арсению несудимую грамоту, в силу которой сама обитель и все крестьяне, селившиеся не далее 5 км от неё, освобождались от обязанностей по отношению к светской власти. В 1543 году была выдана новая грамота, по которой права обители были ещё более расширены. После долгих дней подвижничества в Комельском лесу преподобный умер в глубокой старости 24 августа 1550 году в Арсеньевом монастыре.
Мощи Арсения почивали под спудом в каменной монастырской церкви во имя Положения Риз Божией Матери в приделе, устроенном в честь него. Память его совершается 24 августа (6 сентября).